# Теория оседлого бандита
Теория оседлого (стационарного) бандита — теория происхождения государства, разработанная американскими учёными Мартином Макгуайром (англ. Martin C. McGuire) и Мансуром Олсоном.

## Основные положения
Государство в данной теории отождествляется с «оседлым (стационарным) бандитом» («stationary bandit»), который принимает решение закрепиться на определённой территории, единолично контролировать её и получать доход от населения (осуществлять грабежи) в долгосрочной перспективе. В этом заключается его отличие от «кочующих бандитов» или «бандитов-гастролёров» («roving bandits»), целью которых является извлечение максимальной выгоды в краткосрочной перспективе. Грабежи, осуществляемые «оседлым бандитом», приобретают форму регулярного налогообложения, при этом разумный «оседлый бандит» устанавливает такое налогообложение, при котором у населения остаётся часть ресурсов, которые можно использовать для накопления, инвестирования и последующего увеличения объёмов производства и соответственно прибыли, которая облагается налогом со стороны «оседлого бандита». Кроме того, «оседлый бандит» стимулирует хозяйственную деятельность и заинтересован в экономическом развитии территории.

## Преимущества и недостатки при разных политических режимах

### Автократия
Главной проблемой для автократа является угроза утраты власти, что может произойти как в результате революции, так и в результате покорения «кочующим бандитом». Решение этой проблемы в истории связано с установлением династической формы правления; в тех случаях, когда подобное решение невозможно с большой вероятностью «оседлый бандит», не будучи уверенным в устойчивости своей власти, превращается в «кочующего бандита», стремится увеличить своё благосостояние, не заботясь о нуждах населения и обеспечении устойчивого экономического роста.

### Демократия
Демократия, по мнению некоторых авторов, является наиболее благоприятным с экономической точки зрения режимом. Однако, М. Олсон в своей теории не столь однозначен и отмечает как положительные, так и отрицательные моменты. Среди положительных моментов необходимо отметить, во-первых, гарантии прав собственности и выполнения контрактных обязательств. Во-вторых, на основе математических вычислений М. Олсон приходит к выводу, что при демократиях налоговая ставка будет ниже, чем при автократиях. Иными словами, демократия препятствует извлечению большей доли прибавочного продукта в пользу правителей. В-третьих, объём общественных благ, предоставляемых населению, оказывается больше, чем при автократии, так как лидеру необходимо приобрести поддержку большинства для победы на выборах.
Среди недостатков М. Олсон отмечает, во-первых, тот факт, что демократические лидеры, подобно «оседлым бандитам» руководствуются своими корыстными интересами в первую очередь. Во-вторых, при демократическом режиме на процесс принятия решений и перераспределения национального дохода оказывают влияние различные группы интересов, порой малочисленные и узкоспециализированные, которые лоббируют решения, не отвечающие интересам большинства.

## Критика других теорий происхождения государства

### Марксистская теория происхождения государства
Идеологи марксизма (K. Маркс, Ф. Энгельс, В. И. Ленин) связывают происхождение государства с появлением в обществе частной собственности и выделением двух противоборствующих групп — классов. Государство создаётся одним классом (собственники, эксплуататоры) для управления, увеличения своего благосостояния и подавления другого класса (угнетённый класс, эксплуатируемые). М. Олсон критически относится к данной концепции происхождения государства, так как не считает, что классы представляют собой «организованные группы с общими интересами», которые заставляют их начинать революционную борьбу и способствовать общественным изменениям. Напротив, индивиды предпочитают не вовлекаться в «классовую борьбу», так как в первую очередь руководствуются исключительно личными интересами; для них иногда выгоднее не прилагать дополнительных усилий для изменения общественного порядка, а остаться в стороне.

### Теория общественного договора
Автор также подвергает критике теорию общественного договора (Дж. Локк, Т. Гоббс, Ж.-Ж. Руссо и др.), согласно которой государство возникает как объединение добровольного характера, которое подразумевает, что индивиды передают часть своих прав государству в обмен на обеспечение своей безопасности и процветание. М. Олсон подвергает сомнению возможность коллективных действий индивидов для достижения общего блага в больших группах (издержки и риски, связанные с обеспечением общего блага превосходят потенциальные выгоды) в силу «эффекта безбилетника» и указывает на такое следствие, как низкая экономическая продуктивность таких государств, так как у индивидов нет стимулов увеличивать свой вклад в производство общественного блага.

## Критика

### Предпосылки появления государства в теории М. Олсона
Теория Олсона объясняет, почему население предпочитает «оседлого бандита», а не «кочующего бандита», однако не указывает на мотивы, побуждающие «кочующих бандитов» превращаться в «оседлых». Концепция не объясняет, почему в условиях неконтролируемого конкурентного грабежа у «бандитов» появляется стремление к монополизации грабежа на данной территории. Можно предположить, что «кочующие бандиты» хотят увеличить свою прибыль за счёт подчинения народов, которые находятся под контролем других бандитов, но в таком случае это означает, что уже существуют некие локальные государства, что вступает в противоречие с концепцией М. Олсона.

### Роль государства
М. Олсон утверждает, что государство — единственный актор, обладающий монополией на насилие, поведение которого можно изучать. По мнению Дугласа Норта, этот подход в корне неверен, так как, во-первых, государство управляет обществом при помощи целого ряда сложных и специализированных организаций. Кроме того, на взаимодействие государства и общества оказывает влияние, в том числе, динамика отношений между политическими элитами в господствующей коалиции. Во-вторых, теория упускает из виду фундаментальную проблему приобретения государством монополии на насилие (как возникает коалиция, структурирующая государство и общество).

### Проблема дефиниций
В качестве исторического примера-обоснования своей теории М. Олсон приводит положение в Китае в 1920-е годы, когда страна контролировалась различными военными вождями, которые безжалостно грабили население, однако одному из вождей — Фэн Юйсяну — удалось подчинить себе остальных и установить свой контроль над значительными территориями Китая. Население предпочло власть одного бандита множеству бандитов-гастролёров. Согласно теории Олсона, именно так и появляется государство. Однако ряд исследователей считает необоснованным употребление понятия «государство», так как преимущество и возможность собирать дань с подданных его территории автоматически не приводят к оформлению государства. В таком случае речь идёт о появлении «квазигосударства», организации со сравнительным преимуществом в осуществлении насилия на определённой территории, но не являющейся государством.